# Leo Tschöll

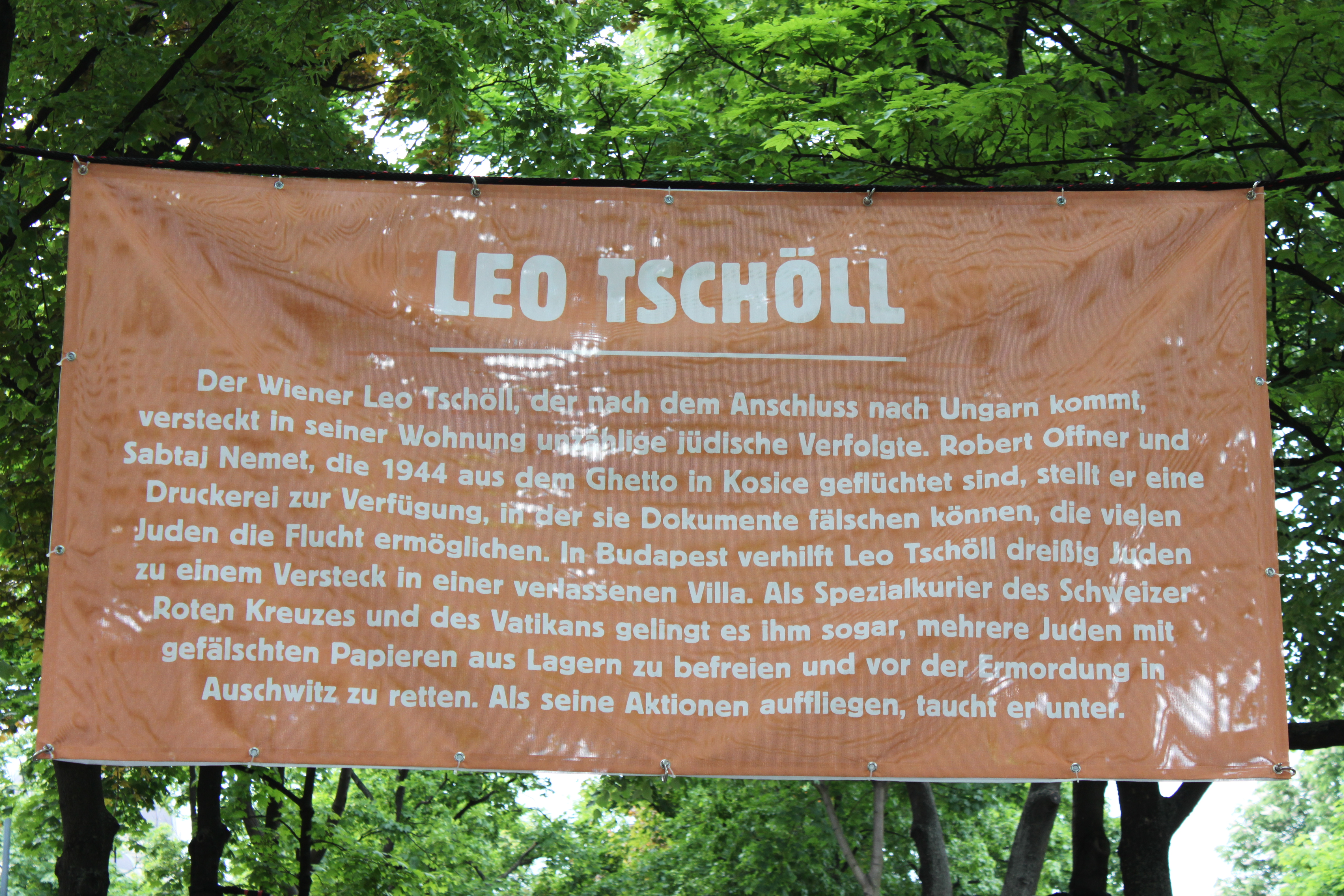
A Letter To The Stars, Aktion Allee der Gerechten in Wien (2011)

Leo Joseph August Tschöll (* 2. März 1893 in Graz-Geidorf; † 23. Dezember 1980 in Wien-Hietzing) war ein österreichischer Judenretter, der als Gerechter unter den Völkern geehrt wurde. 
Nach dem Anschluss Österreichs an Deutschland 1938 wanderte er nach Jugoslawien aus und baute in Belgrad ein Unternehmen auf. Nach der Besetzung des Landes im Jahre 1941 flüchtete er nach Ungarn und gründete wiederum in Budapest ein Patentbüro.
1944 verschlechterte sich die Situation der ungarischen Juden. In diesem Jahr kam die faschistische Partei der Pfeilkreuzler an die Macht, die die Deportation der Juden durch die deutschen Nationalsozialisten unterstützte. Mehreren Juden, die sich an ihn um Hilfe wandten, gewährte Leo Tschöll in dieser Zeit auf seinem Besitz in Gödöllő Unterschlupf. Darunter befanden sich auch zwei 19-jährige Mitglieder der Betar-Widerstandsbewegung, Robert Offner und Sabtaj Nemet, denen bei der Gründung des Ghettos Košice im März 1944 die Flucht gelungen war.
Nachdem die Betar-Widerstandsbewegung den beiden Männern ein sicheres Versteck besorgt hatte, erlaubte Tschöll ihnen, sein Patentbüro zum Fälschen von Papieren zu verwenden. So entstanden hunderte Dokumente, die an Juden in Budapest verteilt wurden. Als Offner im August 1944 von der Polizei verhaftet wurde, entfernten Bekannte alle Hinweise auf die illegalen Aktivitäten aus Tschölls Büro. Offner konnte etwa einen Monat später aus dem Gefängnis fliehen und seine Arbeit im Budapester Untergrund wieder aufnehmen.
Bereits ab Juni 1944, als die Juden in Budapest in „Judenhäusern“ interniert wurden, versteckte Tschöll immer mehr jüdische Familien in seiner Wohnung und versorgte sie mit Nahrung und Kleidung, bis diese in andere Verstecke umziehen konnten. Da die Widerstandsbewegung auf der Suche nach Verstecken war, beanspruchte Tschöll unter dem Vorwand, Wohnraum für Arbeiter seines Büros zu benötigen, eine leerstehende Villa, in deren umgebauten Keller dann 30 Personen und Waffen versteckt wurden. Ende 1944 ermöglichte Tschöll zudem mehreren Juden die Ausreise, indem er ihnen Schutzpässe besorgte.
Im Dezember 1944 entdeckte die Polizei Tschölls Aktivitäten, worüber er von Freunden informiert wurde. Obwohl mit einer unmittelbaren Durchsuchung seiner Wohnung zu rechnen war, ging Tschöll in die Wohnung, um eine dort mit ihrem Kind versteckte Jüdin zu warnen, bevor er bis zum Kriegsende untertauchte.
1956 kehrte Tschöll nach Wien zurück. Am 13. Februar 1968 wurde Leo Tschöll von der israelischen Gedenkstätte Yad Vashem die Auszeichnung Gerechter unter den Völkern verliehen.
Er hatte mit seiner Frau Irmgard einen Zweitwohnsitz in Frankenfels. Er trug den Akademischen Grad Doktor.